# AT-076
AT-076 es un llamado «pan» antagonista opioide y es el primer antagonista razonablemente equilibrado conocido de los cuatro tipos de receptores opioides. Actúa como un antagonista silencioso de todos ellos, comportándose como un antagonista competitivo del receptor μ-opioide (Ki = 1,67 nM) y del receptor δ-opioide (Ki = 19,6 nM), y como un antagonista no competitivo del receptor κ-opioide (Ki = 1,14 nM) y del receptor de nociceptina (Ki = 1,75 nM). AT-076 se derivó del antagonista selectivo del receptor κ-opioide JDTic mediante la eliminación del grupo 3,4-dimetilo del andamiaje antagonista trans-(3R,4R)-dimetil-4-(3-hidroxifenil)piperidina, lo que aumentó la afinidad bioquímica por el receptor de nociceptina en un factor de 10 y por los receptores μ- y δ-opioides entre 3 y 6 veces.